# Johann Ernst Glück
Johann Ernst Glück (letó: Johans Ernsts Gliks; 10 de novembre de 1652 - 5 de maig de 1705) va ser un traductor germanobàltic i pastor luterà actiu a Livònia (actual Letònia).
Glück va néixer a Wettin, fill d'un pastor. Després d'entrar a l'escola llatina d'Altenburg va estudiar teologia, retòrica, filosofia, geometria, història, geografia i llatí a Wittenberg i Jena. És conegut per traduir la bíblia al letó, un projecte personal que va desenvolupar mentre vivia a Alūksne a Livònia, en una casa avui convertida en museu. També va fundar les primeres escoles de letó a Livònia el 1683. Va morir a Moscou. Va tenir quatre filles, i va ser el padrastre de Marta Skowrońska, que es casaria amb Pere I de Rússia per esdevenir Caterina I de Rússia.